# 葬送 (小説)
『葬送』（そうそう）は、平野啓一郎による日本の小説。2500枚の長篇作品である。

## 概要
『新潮』2000年10月号に第一部前半、同2001年4月号に第一部後半が掲載され、2002年8月に書き下ろしとなった第二部とともに新潮社から刊行された。
19世紀パリの社交界を舞台に、音楽家ショパン、画家ドラクロワ、小説家ジョルジュ・サンドら、時代の転換点に生きる芸術家の苦悩と創造の歓喜に迫る。3年以上の歳月をかけ完成した。
舞台は、ブルジョア中心の七月王政が1848年の二月革命により倒れ、第二共和制に移行する激動の時代。ジョルジュ・サンドと不和となり、パリに戻ってきた天才ピアニスト・ショパンが、結核で39歳の生涯を閉じるまでを、画家ドラクロワとの友情を縦糸に、壮大なスケールで語る。緻密な考証と浩瀚な知識を背景に、あらゆる価値観が変質した近代の意味を芸術家の精神のうちに探る、本格的歴史小説である。
作家の塩野七生は、新潮社のPR誌『波』2002年8月号誌上に、この作品を読んでのメッセージを寄せ、著者を、25歳で大作「聖マタイの召命」と「聖マタイの殉教」を完成させたイタリア・バロック美術の泰斗カラヴァッジョに比して、「今の平野クンも、似たような状態にあるのではないかと思う。でなければ、四年もの歳月を費やし、すみずみにまで神経のゆきとどいた大作を、カラヴァッジョと同じ年代に書けるはずがない」と、その構想力と構築力を評価した。

## 登場人物
- フレデリック・ショパン
- ウージェーヌ・ドラクロア
- ジョルジュ・サンド